# Piet Lankhorst
Petrus Antonus (Piet) Lankhorst (Zwolle, 26 juli 1906 - ?, 12 januari 1972) was een Nederlands architect die actief was in Zwolle.
Lankhorst ontwierp in Zwolle schoolgebouwen, zoals het Thomas-a Kempis-lyceum, kantoorgebouwen, boerderijen en woonhuizen in Dieze en de Wipstrik. Hij werd hiermee een van de belangrijkste architecten uit Wederopbouwperiode (1945-1965).
Bekende werken van hem zijn:
- Thomas a Kempis Lyceum, Zwolle
- Het Zand, Zwolle